# Seznam dílů seriálu Fred: The Show
Toto je seznam dílů seriálu Fred: The Show. Americký hraný seriál Fred: The Show vznikl na základě internetové show Fred. Vysílá ho dětská televize Nickelodeon. Pilotní epizoda byla vysílána 16. ledna 2012 a oficiální premiéra 20. ledna 2012 v USA a 10. prosince 2012 v Česku.

## Přehled řad
| Řada | Díly | Premiéra v USA | Premiéra v USA | Premiéra v ČR     | Premiéra v ČR  |
| Řada | Díly | První díl      | Poslední díl   | První díl         | Poslední díl   |
| ---- | ---- | -------------- | -------------- | ----------------- | -------------- |
| 1    | 24   | 16. ledna 2012 | 3. srpna 2012  | 10. prosince 2012 | 10. ledna 2013 |

## Seznam dílů

### První řada (2012)
- Lucas Cruikshank účinkoval ve všech epizodách
- Jake Weary nebyl v šesti epizodách
- Siobhan Fallon Hogan účinkovala přesně v polovině z 24 epizod
- Daniella Monetová účinkovala v deseti epizodách
- Stephanie Courtney se objevila v osmi epizodách

| Č. v seriálu | Č. v řadě | Název                             | Režie            | Scénář                        | Premiéra v USA    | Premiéra v ČR     | Prod. kód |
| ------------ | --------- | --------------------------------- | ---------------- | ----------------------------- | ----------------- | ----------------- | --------- |
| 1            | 1         | Love Potion                       | Jonathan Judge   | Lanny Horn a Josh Silverstein | 16. ledna 2012    | 10. prosince 2012 | 101       |
| 2            | 2         | Evil Fred, Part 1                 | Jonathan Judge   | Drew Hancock                  | 5. února 2012     | 14. prosince 2012 | 105       |
| 3            | 3         | Mum And Dad's Party               | Jonathan Judge   | Drew Hancock                  | 20. února 2012    | 17. prosince 2012 | 106       |
| 4            | 4         | Fred the Teen Sitter              | Jonathan Judge   | Josh Herman a Adam Schwartz   | 24. února 2012    | 12. prosince 2012 | 103       |
| 5            | 5         | The Expired Cow                   | Jonathan Judge   | Drew Hancock                  | 24. února 2012    | 11. prosince 2012 | 102       |
| 6            | 6         | Driver's Fred                     | Dave Payne       | Lanny Horn a Josh Sliverstein | 2. března 2012    | 13. prosince 2012 | 104       |
| 7            | 7         | Lemon Fred                        | Dave Payne       | Jon Ross                      | 2. března 2012    | 18. prosince 2012 | 107       |
| 8            | 8         | Fred and the Scary Movie          | Jonathan Judge   | Josh Herman a Adam Schwartz   | 9. března 2012    | 19. prosince 2012 | 108       |
| 9            | 9         | Best Freds Forever                | Jonathan Judge   | Ed Treaserese                 | 16. března 2012   | 20. prosince 2012 | 109       |
| 10           | 10        | Six Degrees of Kevin's Bacon      | Jonathan Judge   | Anthony Q. Farrell            | 31. března 2012   | 21. prosince 2012 | 110       |
| 11           | 11        | The Tutor                         | Dave Payne       | Lanny Horn a Josh Silverstein | 31. března 2012   | 24. prosince 2012 | 111       |
| 12           | 12        | Class Election, Part 1            | Jonathan Judge   | Lanny Horn a Josh Silverstein | 6. dubna 2012     | 27. prosince 2012 | 114       |
| 13           | 13        | Class Election, Part 2            | Jonathan Judge   | Lanny Horn a Josh Silverstein | 3. dubna 2012     | 28. prosince 2012 | 115       |
| 14           | 14        | Fred's All-Nighter                | Dave Payne       | Dave Ihlenfeld a David Wright | 23. dubna 2012    | 25. prosince 2012 | 112       |
| 15           | 15        | UltraMomma                        | Dave Payne       | Lanny Horn a Josh Silverstein | 24. dubna 2012    | 26. prosince 2012 | 113       |
| 16           | 16        | Flour Baby                        | Jonathan Judge   | Laura House                   | 25. dubna 2012    | 31. prosince 2012 | 116       |
| 17           | 17        | No Clue                           | Dave Payne       | Josh Herman a Adam Schwartz   | 26. dubna 2012    | 1. ledna 2013     | 117       |
| 18           | 18        | The Battle of Little Figglehorn   | Dave Payne       | Chuck Hayward                 | 27. dubna 2012    | 2. ledna 2013     | 118       |
| 19           | 19        | Fred Gets a Pet                   | Dave Payne       | Dave Ihlenfeld a David Wright | 30. července 2012 | 3. ledna 2013     | 119       |
| 20           | 20        | A Visit From Grandma              | Lance W. Lanfear | Amy a Wendy Engelberg         | 31. července 2012 | 4. ledna 2013     | 120       |
| 21           | 21        | Fred Gets Trapped                 | Lance W. Lanfear | Dave Ihlenfeld a David Wright | 1. srpna 2012     | 7. ledna 2013     | 121       |
| 22           | 22        | Spirit of the 90's                | Lance W. Lanfear | Laura House                   | 2. srpna 2012     | 8. ledna 2013     | 122       |
| 23           | 23        | Freddy and The Figglettes, Part 1 | Dave Payne       | Lanny Horn a Josh Silverstein | 3. srpna 2012     | 9. ledna 2013     | 123       |
| 24           | 24        | Freddy and The Figglettes, Part 2 | Dave Payne       | Lanny Horn a Josh Silverstein | 3. srpna 2012     | 10. ledna 2013    | 124       |